# 白昇浩
白 昇浩（ペク・スンホ、백승호、1997年3月17日 - ）は、韓国・ソウル出身のサッカー選手。バーミンガム・シティFC所属。韓国代表。ポジションはミッドフィールダー。

## 経歴
2010年にFCバルセロナの下部組織 ｢ラ・マシア｣ に加入。フベニールA（U-19相当）所属の2016年2月20日、セグンダ・ディビシオンB第26節アトレティコ・レバンテUD戦に出場し、FCバルセロナBでの公式戦デビューを果たした。2017年8月21日、ジローナFCへ3年契約で移籍することが発表された。
2019年8月31日、SVダルムシュタット98に3年契約で移籍した。
2024年1月30日、バーミンガム・シティFCに3年契約で移籍した。

## 代表歴

### 出場大会
- 韓国代表
  - 2022 FIFAワールドカップ

### 試合数
- 国際Aマッチ 20試合 3得点（2019年-）[5]

| 韓国代表 | 国際Aマッチ | 国際Aマッチ |
| 年       | 出場        | 得点        |
| -------- | ----------- | ----------- |
| 2019     | 3           | 0           |
| 2020     | 0           | 0           |
| 2021     | 1           | 0           |
| 2022     | 11          | 3           |
| 2023     | 0           | 0           |
| 2024     | 5           | 0           |
| 通算     | 20          | 3           |